# Maurice Rollinat
Maurice Rollinat (ur. 29 grudnia 1846 w Châteauroux, zm. 26 października 1903 w Ivry-sur-Seine) – francuski poeta związany z kabaretem Le Chat Noir.
Ojciec Rollinata był przyjacielem George Sand, której Maurice zadedykował swój pierwszy tom poetycki – Dans les brandes (1877). Po tej publikacji pisarz odszedł od realizmu i dołączył do dekadenckiej grupy literackiej Les Hydropathes skupionej wokół Émile’a Goudeau. Wydał wtedy dwa swoje nasłynniejsze tomy poetyckie: Les Névroses (1883) i L'Abîme (1886). Głównymi motywami obecnymi w tych zbiorach były obrazy śmierci i rozkładu inspirowane poezją Charles’a Baudelaire’a i Edgara Allana Poego, którego wiersz Kruk Rollinat przetłumaczył. Jules Barbey d’Aurevilly, przyjaciel Rollinata, nazwał go „szczerszym od Baudelaire’a i głębszym w swoim diabolizmie”.
Maurice Rollinat był blisko związany z kabaretem Le Chat Noir, w którym występował ze swoimi poezjami przy akompaniamencie fortepianu. Był jednym z najpopularniejszych twórców, na scenie oglądali go między innymi Leconte de Lisle i Oscar Wilde.
Ożenił się z aktorką Cécile Pouettre. Po jej śmierci z powodu wścieklizny przeżył kilka prób samobójczych i zmarł w zakładzie dla psychicznie chorych w Ivry-sur-Seine w 1903 roku. Pochowany jest na cmentarzu Saint-Denis w swoim rodzinnym Châteauroux.